# Lîpoveț, Kaharlîk
Lîpoveț (în ucraineană Липовець) este o comună în raionul Kaharlîk, regiunea Kiev, Ucraina, formată numai din satul de reședință.

## Demografie
Componența lingvistică a comunei Lîpoveț
     Ucraineană (96,92%)
     Rusă (3,08%)
Conform recensământului din 2001, majoritatea populației comunei Lîpoveț era vorbitoare de ucraineană (96,92%), existând în minoritate și vorbitori de rusă (3,08%).